# Mixita
La mixita és un mineral de la classe dels arsenats. Va ser descoberta l'any 1879, i anomenada així per Albrecht Schrauf en honor d'Anton Mixa (1838-1906), enginyer de mines txec. Pertany i dona nom al grup de la mixita.

## Característiques
La mixita és un arsenat hidratat de coure i bismut, de fórmula BiCu₆(AsO₄)₃(OH)₆·3H₂O. Cristal·litza en el sistema hexagonal i és d'hàbit acicular i fibrós, formant agregats eferulítics i crostes. És de color verd, verd maragda o blau verdós. La seva duresa a l'escala de Mohs oscil·la entre 3 i 4, i la seva lluentor és generalment vítria.
Segons la classificació de Nickel-Strunz, la mixita pertany a «08.DL - Fosfats, etc. amb cations de mida mitjana i gran, (OH, etc.):RO₄ = 2:1» juntament amb els següents minerals: foggita, cyrilovita, mil·lisita, wardita, agardita-(Nd), agardita-(Y), agardita-(Ce), agardita-(La), goudeyita, petersita-(Y), zalesiïta, plumboagardita, calciopetersita, cheremnykhita, dugganita, kuksita, wallkilldellita-(Mn), wallkilldellita-(Fe) i angastonita.

## Formació i jaciments
És de gènesi secundària, originant-se en la zona d'oxidació dels jaciments de coure i bismut, on apareix associada a esmaltina, bismutinita, bismut, malaquita, eritrina, barita o atelestita. També es troba associada als minerals del grup de la mixita.

## Grup de la mixita
La mixita pertany i dona nom al grup de la mixita, un grup d'arsenats i fosfats visualment indistingibles i químicament complexes. Els seus cristalls són aciculars o prismàtics i sovint zonals. El grup de la mixita està format per les següents espècies minerals:
| Espècie         | Fórmula                                |
| --------------- | -------------------------------------- |
| Agardita-(Ce)   | CeCu₆(AsO₄)₃(OH)₆·3H₂O                 |
| Agardita-(Dy)   | (Dy,La)Cu₆(AsO₄)₃(OH)₆·3H₂O            |
| Agardita-(La)   | (La,Ce)Cu₆(AsO₄)₃(OH)₆·3H₂O            |
| Agardita-(Nd)   | NdCu₆(AsO₄)₃(OH)₆·3H₂O                 |
| Agardita-(Y)    | (Y,Ca)Cu₆(AsO₄)₂(AsO₄,HAsO₄)(OH)₆·3H₂O |
| Calciopetersita | CaCu₆(PO₄)₂(HPO₄)(OH)₆·3H₂O            |

| Espècie        | Fórmula                                     |
| -------------- | ------------------------------------------- |
| Goudeyita      | (Al,Y)Cu₆(AsO₄)₃(OH)₆·3H₂O                  |
| Mixita         | BiCu₆(AsO₄)₃(OH)₆·3H₂O                      |
| Petersita-(Ce) | Cu₆Ce(PO₄)₃(OH)₆·3H₂O                       |
| Petersita-(Y)  | (Y,Ce,Nd)Cu₆(PO₄)₃(OH)₆·3H₂O                |
| Plumboagardita | (Pb,REE,Ca)Cu₆(AsO₄)₂(HAsO₄,AsO₄)(OH)₆·3H₂O |
| Zalesiïta      | (Ca,Y)Cu₆(AsO₄)₂(HAsO₄,AsO₄)(OH)₆·3H₂O      |